# Курт Менцель
Курт Менцель (нім. Kurt Menzel; 12 червня 1888, Марктгайденфельд — 30 грудня 1969, Мюнхен) — німецький воєначальник, генерал-лейтенант люфтваффе.

## Біографія
1 жовтня 1907 року вступив однорічним добровольцем в 7-й баварський польовий артилерійський полк. 30 вересня 1908 року відправлений в резерв. З початком Першої світової війни 1 серпня 1914 року призваний в 4-й баварський польовий артилерійський полк, в якому служив до 19 квітня 1919 року. 1 жовтня 1920 року вступив у поліцію. 1 жовтня 1935 року переведений в люфтваффе і призначений командиром батареї 25-го зенітного полку. З 1 жовтня 1936 року — командир 1-го батальйону 28-го зенітного полку, з 1 жовтня 1938 року — 9-го зенітного полку «Легіон „Кондор“», з 29 лютого 1940 року — 7-го, з 5 травня 1941 року — 5-го командування ППО (з 1 вересня 1941 року — 5-ї зенітної дивізії). З 15 квітня 1942 року — офіцер для особливих доручень при Імперському міністерстві авіації та головнокомандувачі люфтваффе. 30 листопада 1942 року звільнений у відставку. Наступного дня переданий в розпорядження люфтваффе. З 5 серпня 1944 року — зв'язковий Імперської промислової групи з питань ППО на Західному фронті. 5 травня 1945 року взятий в полон американськими військами. У вересні 1945 року звільнений.

## Звання
- Єфрейтор (1 квітня 1908)
- Унтерофіцер (1 серпня 1908)
- Унтерофіцер і кандидат в офіцери резерву (30 вересня 1908)
- Віцефельдфебель резерву (11 червня 1909)
- Лейтенант резерву (7 січня 1914)
- Оберлейтенант резерву (29 жовтня 1917)
- Оберлейтенант (4 березня 1918)
- Оберлейтенант поліції (1 жовтня 1920)
- Гауптман поліції (1 червня 1923)
- Майор поліції (1 серпня 1934)
- Майор (1 жовтня 1935)
- Оберстлейтенант (1 листопада 1935)
- Оберст (1 жовтня 1937)
- Генерал-майор (1 жовтня 1939)
- Генерал-лейтенант (1 листопада 1942)

## Нагороди
- Залізний хрест 2-го і 1-го класу
- Орден «За військові заслуги» (Баварія) 4-го класу з мечами
- Почесний хрест ветерана війни з мечами
- Медаль «За вислугу років у Вермахті» 4-го, 3-го, 2-го і 1-го класу (25 років)
- Нагрудний знак зенітної артилерії люфтваффе
- Імперський орден Ярма та Стріл, великий офіцерський хрест (Іспанія; № 179, 12 травня 1941)
- Орден «Доблесний авіатор», командорський хрест з військовою відзнакою і мечами (Румунське королівство; 1941)